# Andrés Gómez (baloncestista)
Andrés Gómez Domínguez (Guadalajara, Jalisco, 30 de noviembre de 1913 - Ciudad de México, 26 de julio de 1991) fue un  jugador de baloncesto mexicano. Obtuvo una medalla de bronce con México en los Juegos Olímpicos de Berlín de 1936. 